# RKSV Scherpenheuvel
El RKSV Scherpenheuvel (nom complet Rooms Katholieke Sport Vereniging Scherpenheuvel) és un club de futbol de la ciutat de Scherpenheuvel, a Curaçao. Va ser fundat el 18 de juliol de 1960. L'any 1968 participà a la Copa de Campions de la CONCACAF, essent eliminat pel SV Transvaal de Surinam 4–2 en l'agregat.

## Palmarès
- Lliga de Curaçao de futbol:[4]
  - 1964–65, 1968–69, 2019–20

- Campionat de les Antilles Neerlandeses de futbol:[5]
  - 1967